# Jerusalén
Jerusalén – miasto w Kolumbii, w departamencie Cundinamarca.